# 大奧克森山

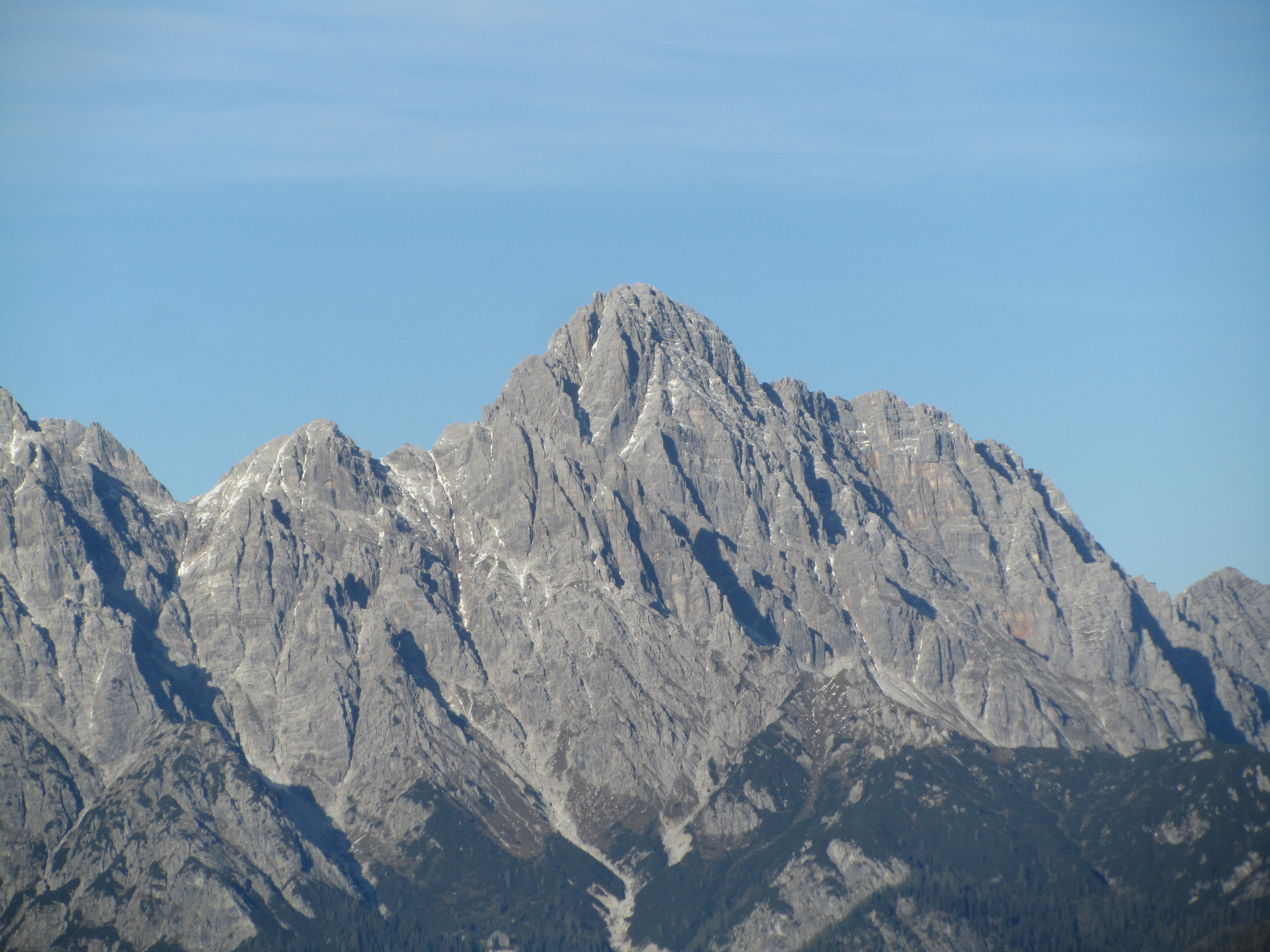

大奧克森山（德語：Großes Ochsenhorn），是奧地利的山峰，位於該國中部，由薩爾茨堡州負責管轄，屬於洛弗山脈的一部分，海拔高度2,511米，每年平均降雨量2,073毫米。